# Estación de Valencia-Cabañal
Valencia-Cabañal (en valenciano y según Adif: València-Cabanyal) es una estación ferroviaria situada en el barrio de Cabañal-Cañamelar, en la ciudad española de Valencia. Forma parte de las líneas C-5 y C-6 de la red de Cercanías Valencia. Dispone también de servicios de Media Distancia. 
Esta estación es la tercera estación principal de ferrocarril de la ciudad de Valencia, por detrás de las estaciones Valencia-Joaquín Sorolla y  Estación del Norte. También es la segunda estación principal de Valencia en trenes de Cercanías y Media Distancia.                 
Está situada cerca de la zona de las universidades, la playa de la Malvarrosa y el Puerto de Valencia.

## Situación ferroviaria
La estación se encuentra en el punto kilométrico 5,4 de la línea férrea de ancho ibérico que une Valencia con San Vicente Calders, a 4,4 metros de altitud.

## Historia
La antigua estación de Cabañal fue inaugurada el 20 de abril de 1862, con la apertura del tramo Valencia-Sagunto de la línea que debía unir Valencia con Tarragona. Las obras corrieron a cargo de la Sociedad de los Ferrocarriles de Almansa a Valencia y Tarragona (AVT) que, previamente y bajo otro nombre, había unido Valencia con Almansa. En 1889, la muerte de José Campo Pérez, principal impulsor de la compañía, abocó la misma a una fusión con Norte. En 1941, tras la nacionalización del ferrocarril en España, la estación pasó a ser gestionada por la recién creada RENFE.
En 1991, el soterramiento de las vías obligó al cierre de la estación y a la construcción de un nuevo recinto que se situó a apenas 150 metros al norte del existente, bajo la intersección de la avenida de Blasco Ibáñez y la calle Serrería.
Desde el 31 de diciembre de 2004 Renfe Operadora explota la línea mientras que Adif es la titular de las instalaciones ferroviarias.

## Servicios ferroviarios

### Media Distancia
Los trenes de Media Distancia con parada en la estación tienen como principales destinos Teruel, Zaragoza, Barcelona y Tortosa.

### Cercanías
Los trenes de cercanías de las líneas C-5 y C-6 realizan parada en la estación. Todos los trenes de la línea C-6 se detienen en esta estación, incluidos los trenes CIVIS; de la línea C-5 solo paran los 2 de los 5 trenes, que son directos a Valencia Norte desde Caudiel; el resto solo hacen el tramo Sagunto-Caudiel.
| procedencia/destino | < estación               | Línea | estación > | destino/procedencia   |
| ------------------- | ------------------------ | ----- | ---------- | --------------------- |
| Valencia-Norte      | Valencia-Fuente San Luis |       | Puzol      | Caudiel               |
| Valencia-Norte      | Valencia-Fuente San Luis |       | Roca-Cúper | Castellón de la Plana |

## Conexiones

### Autobuses
Las líneas de autobús urbano 31, 81, 98 y 99, operadas por la EMT, efectúan parada en los aledaños de la estación.

### Metro
Aunque no dispone de conexión directa con Metrovalencia, la estación de Marítim de las líneas 5, 6, 7 y 8 se encuentra a 700 metros al sur. También a 700 metros al norte de esta estación se encuentra la estación de Beteró, de las líneas tranviarias 4 y 6.